# Paul Ryan
Paul Davis Ryan (29. ledna 1970 Janesville, Wisconsin) je americký politik za Republikánskou stranu. V letech 2015–2019 zastával úřad předsedy Sněmovny reprezentantů. Ve funkci vystřídal stranického kolegu Johna Boehnera. Stal se tak prvním kongresmanem z Wisconsinu, který byl zvolen do funkce předsedy Sněmovny reprezentantů, jedné ze dvou komor amerického Kongresu. V prezidentských volbách v roce 2012 byl republikánským kandidátem na amerického viceprezidenta, kdy kandidoval po boku Mitta Romneyho.
Od roku 1999 zasedal ve Sněmovně reprezentantů za unijní stát Wisconsin.

## Válka v Iráku
Ryan podporoval politiku amerického prezidenta George W. Bushe a v roce 2002 hlasoval pro rezoluci, kterou Kongres Bushovi schválil použití vojenské síly proti Iráku.

## Odklon od Donalda Trumpa
Během kampaně před americkými prezidentskými volbami v roce 2016 se distancoval od republikánského kandidáta Donalda Trumpa. Jeho velkým příznivcem nebyl nikdy, k radikálnímu kroku ho přimělo zveřejnění nahrávky z roku 2005, na které Trump mluví obscénním způsobem o ženách.

## Osobní život
Paul Ryan se v prosinci roku 2000 oženil s Jannou Christine Little, která působí jako daňová poradkyně. Mají spolu tři děti: Elisabeth Ann, Charlese Wilsona a Samuela Loweryho.
Paul Ryan je katolík, v mládí byl ministrantem.

## Galerie

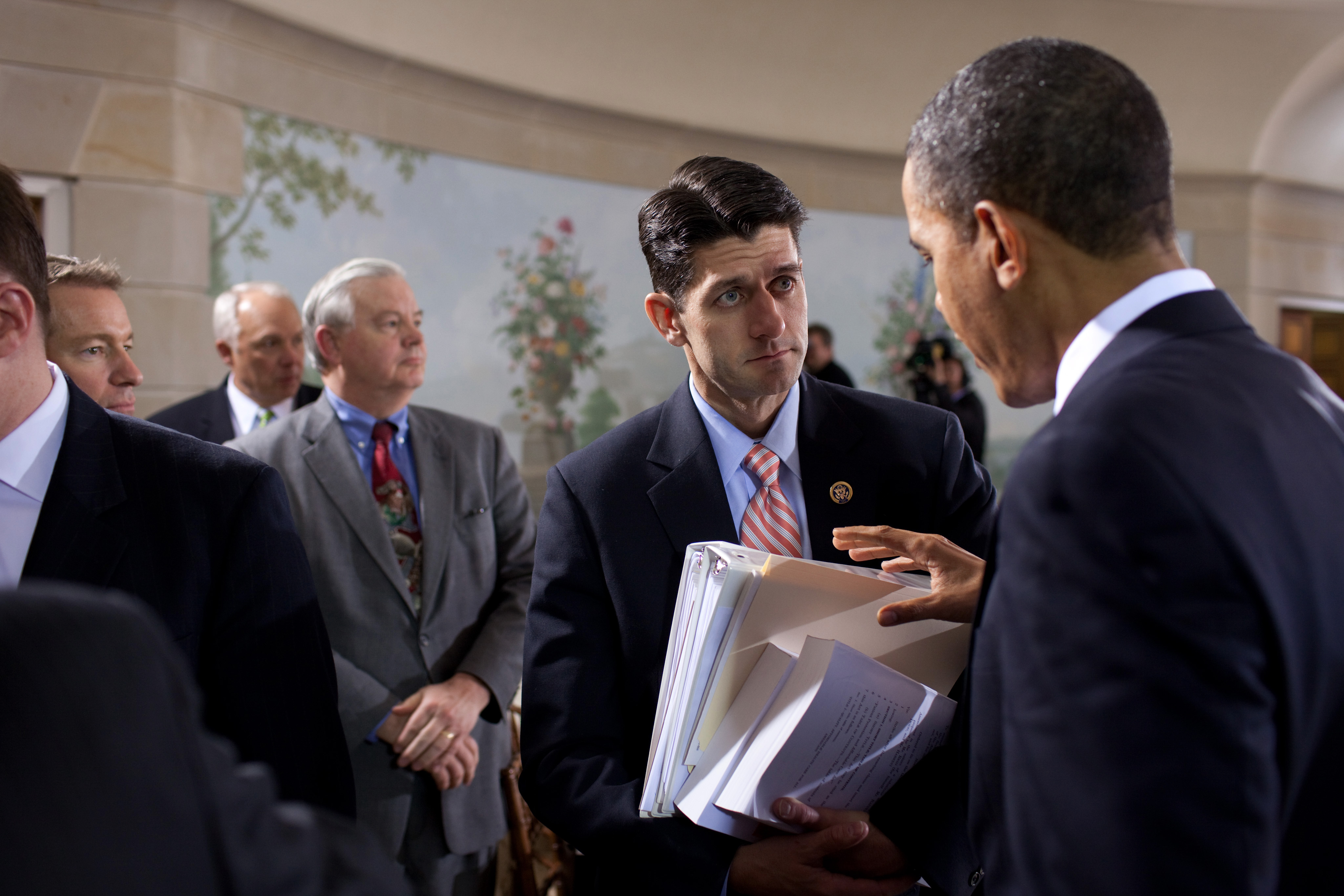
Ryan a americký prezident Barack Obama
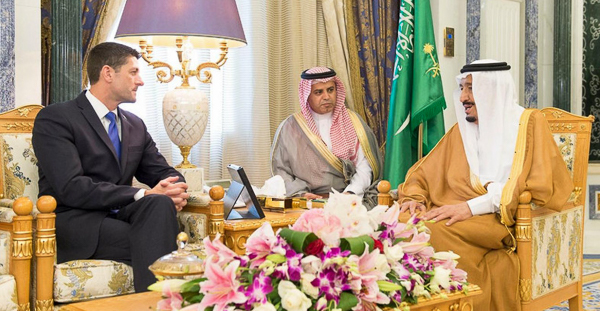
Ryan a saúdský král Salmán během návštěvy Rijádu v Saúdské Arábii
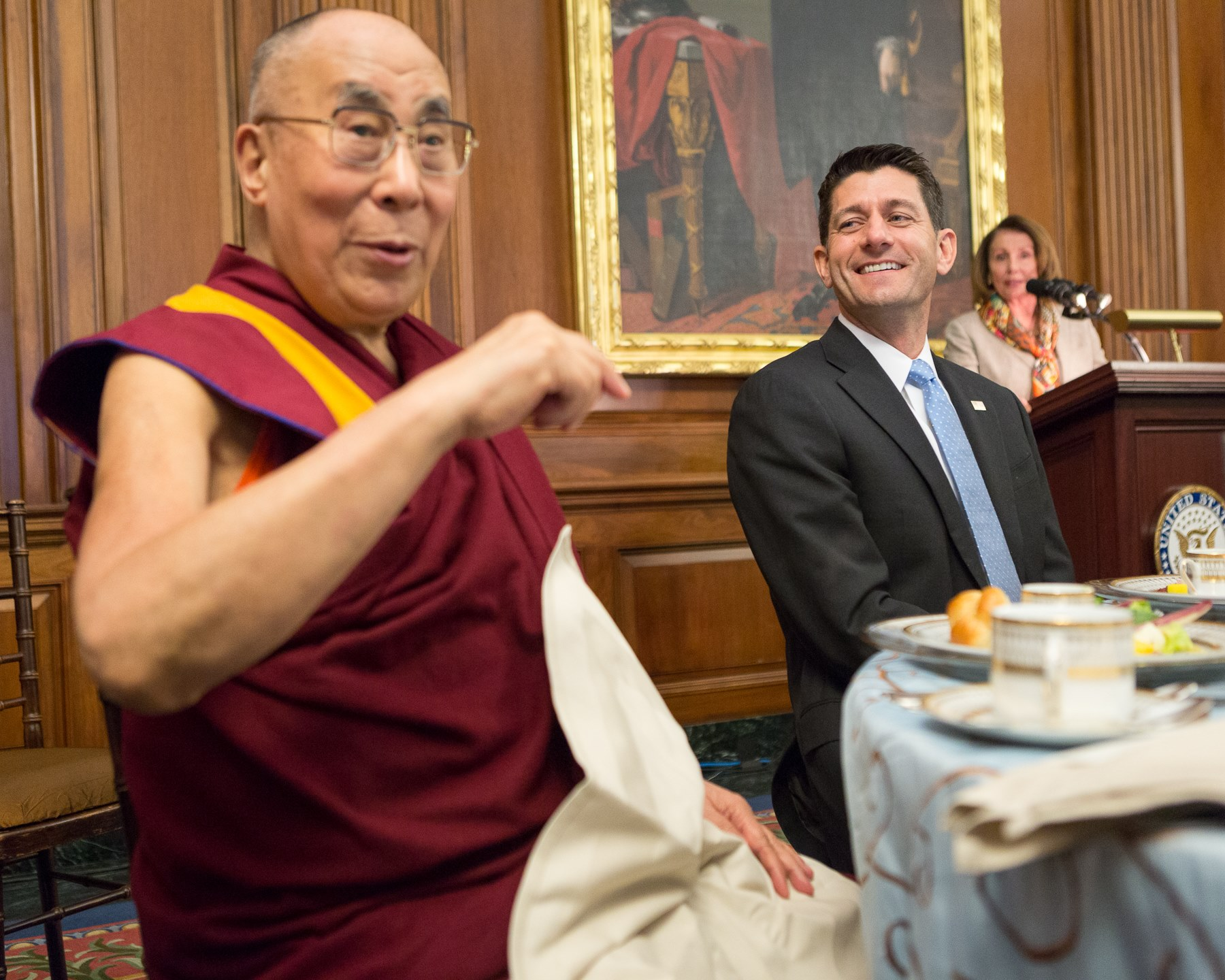
Ryan a tibetský dalajláma v americkém Kongresu
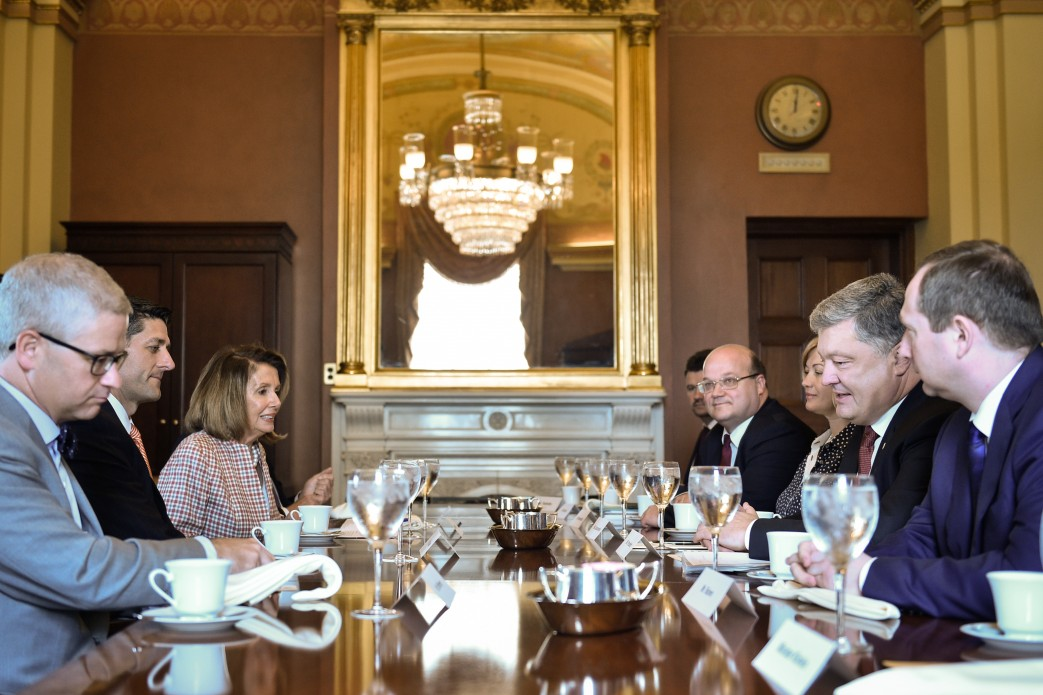
Ryan a ukrajinský prezident Petro Porošenko ve Washingtonu
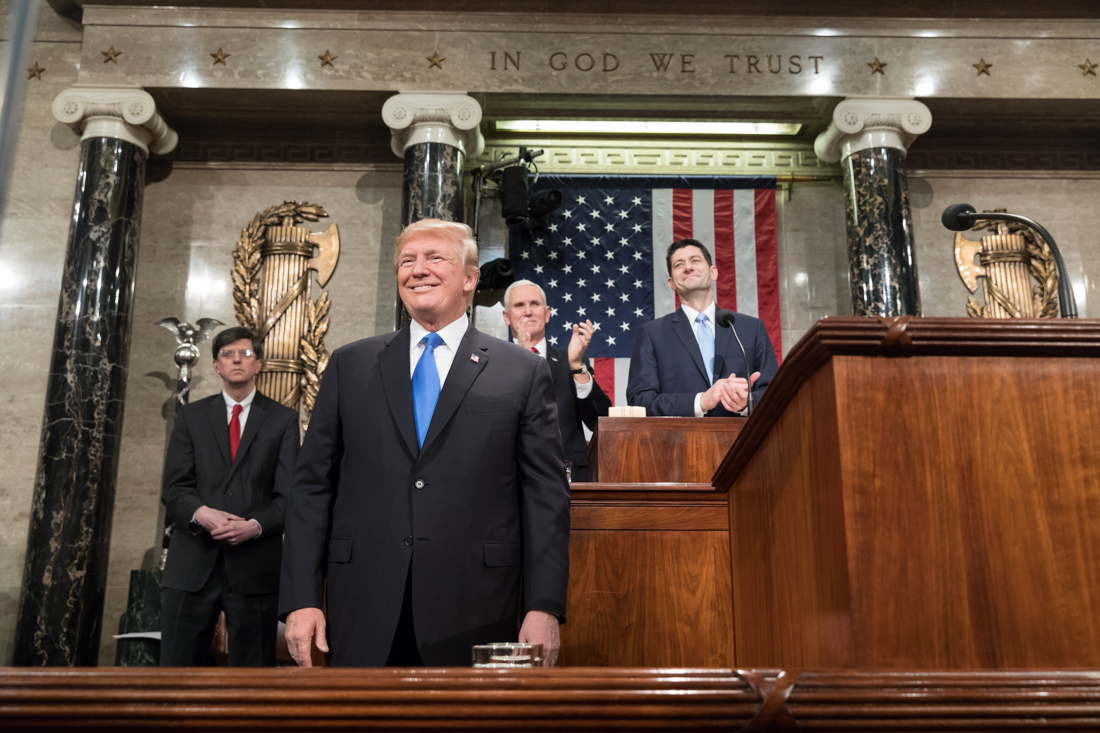
Ryan a americký prezident Donald Trump, který přednáší Zprávu o stavu Unie